# Cajun Moon
"Cajun Moon" is een nummer van de Amerikaanse muzikant J.J. Cale. Het nummer verscheen op zijn album Okie uit 1974. Op 14 juni van dat jaar werd het nummer uitgebracht als single.

## Achtergrond
"Cajun Moon" is geschreven door Cale en geproduceerd door Audie Ashworth. In het nummer zingt Cale over de Cajun-bevolking en de regio Acadiana. De maan die boven de regio staat, zou de partner van de zanger mee hebben genomen. Dit kan meerdere interpretaties hebben; de relatie kan simpelweg voorbij zijn, maar de partner kan ook overleden zijn.
"Cajun Moon" is de enige single van Cale die in Nederland een hitlijst heeft bereikt: het kwam weliswaar niet in de Top 40 terecht, maar behaalde wel de achttiende plaats in de bijbehorende Tipparade. Het nummer is gecoverd door diverse artiesten, waaronder door Herbie Mann en Cissy Houston, Maria Muldaur, Poco en Randy Crawford. Cale heeft verteld dat de versie van Crawford zijn favoriete cover van een van zijn nummers is.

## NPO Radio 2 Top 2000
| Nummer met noteringen in de NPO Radio 2 Top 2000 | '15  | '16 | '17  |
| ------------------------------------------------ | ---- | --- | ---- |
| Cajun Moon                                       | 1568 | -   | 1853 |

1. ↑  Een '-' betekent dat het nummer niet was genoteerd en een vetgedrukt getal geeft de hoogste notering aan.
2. ↑  2015 was het eerste jaar met een notering voor dit nummer.
3. ↑  Deze tabel is bijgewerkt tot en met de laatste editie (2024).